# سان‌سیلک
سان‌سیلک (انگلیسی: Sunsilk) یک برند بریتانیایی مراقبت از مو است که توسط شرکت یونیلیور تولید می‌شود. این برند در سال ۱۹۵۴ در انگلستان معرفی شد و در اکثر کشورهای جهان در دسترس است.